# Municipio de Freehold (Pensilvania)
El municipio de Freehold (en inglés: Freehold Township) es un municipio ubicado en el condado de Warren en el estado estadounidense de Pensilvania. En el año 2000 tenía una población de 1,402 habitantes y una densidad poblacional de 15 personas por km².

## Geografía
El municipio de Freehold se encuentra ubicado en las coordenadas 41°58′00″N 79°30′05″O / 41.96667, -79.50139.

## Demografía
Según la Oficina del Censo en 2000 los ingresos medios por hogar en la localidad eran de $34,479 y los ingresos medios por familia eran $38,095. Los hombres tenían unos ingresos medios de $28,409 frente a los $23,125 para las mujeres. La renta per cápita para la localidad era de $13,103. Alrededor del 19,9% de la población estaban por debajo del umbral de pobreza.